# Вајоминг (Илиноис)
Вајоминг (енгл. Wyoming) град је у америчкој савезној држави Илиноис. По попису становништва из 2010. у њему је живело 1.429 становника.

## Демографија
Према попису становништва из 2010. у граду је живело 1.429 становника, што је 5 (0,4%) становника више него 2000. године.
| Група             | 2000.         | 2010.         |
| Белци             | 1.411 (99,1%) | 1.383 (96,8%) |
| Афроамериканци    | 0 (0,0%)      | 11 (0,8%)     |
| Азијати           | 3 (0,2%)      | 9 (0,6%)      |
| Хиспаноамериканци | 1 (0,1%)      | 14 (1,0%)     |
| Укупно            | 1.424         | 1.429         |